# Zbigniew Pacelt
Zbigniew Pacelt (* 26. August 1951 in Ostrowiec Świętokrzyski; † 4. Oktober 2021 in Łódź oder Warschau) war ein polnischer Politiker der Platforma Obywatelska (Bürgerplattform) sowie ehemaliger Fünfkämpfer und Schwimmer.

## Leben
1969 erhielt Pacelt seine Matura und begann ein Studium an der Sporthochschule „Józef Piłsudski“ in Warschau. Dieses schloss er 1975 mit einem Magister ab. Er begann seine Sportkarriere beim Verein KSZO Ostrowiec Świętokrzyski als Schwimmer. Von 1960 bis 1972 war er bei AZS Warszawa und anschließend bis 1980 bei Lotnik bzw. Legia Warschau. Er gewann mehrfach die polnischen Meisterschaften im Lagenschwimmen und stellte mehrfach polnische Rekorde im Freistil und Lagen auf. Bei den Olympischen Sommerspielen 1968 und Olympischen Sommerspielen 1972 im Schwimmen und 1976 im Fünfkampf war Zbigniew Pacelt jeweils Teil der polnischen Delegation. Nach den Sommerspielen 1976 beendete er seine Karriere als Sportler und begann als Trainer. Als dieser konnte er mit der polnischen Mannschaft bei den Olympischen Sommerspielen 1992 zwei Goldmedaillen erringen. 1994 wurde er Direktor für Leistungssport im Amt für Körperkultur und Sport. Ab 2001 bis zur Auflösung der Behörde im Juni 2002 war er stellvertretender Vorsitzender des Amts für Körperkultur und Sport. Anschließend war Pacelt von 2003 bis 2005 stellvertretender Vorsitzender des Polnischen Sportbunds. Bei den Parlamentswahlen 2005 konnte er mit 8.455 Stimmen einen Sitz im Sejm erringen und wurde stellvertretender Minister für Sport und Tourismus. Diesen Sitz konnte er bei den vorgezogenen Wahlen 2007 verteidigen und war vom 26. November 2007 bis zum 21. November 2008 erneut stellvertretender Sportminister.
Zbigniew Pacelt war verheiratet und hatte eine Tochter.

## Auszeichnungen
Zbigniew Pacelt ist Ehrenbürger seines Geburtsortes Ostrowiec Świętokrzyski, erhielt das goldene Verdienstkreuz der Republik Polen und war Offizier des Ordens Polonia Restituta.